# Martin Balsam
Martin Henry Balsam (Nueva York, 4 de noviembre de 1919-Roma, 13 de febrero de 1996) fue un actor estadounidense ganador del premio Óscar. Participó en varias películas míticas, como Psicosis (1960), Breakfast at Tiffany's (1961), 12 Angry Men (1957) y Todos los hombres del presidente (1976).

## Biografía
Estudió en la Escuela de Arte Dramático de Nueva York y sirvió en la Fuerza Aérea. En 1952 contrajo matrimonio con Perla Sommer, de la que se divorció dos años después. En 1959 volvió a contraer matrimonio, esta vez con Joyce Van Patten, con la que tuvo una hija y de la que se divorció en 1962. En 1963 contrajo su tercer matrimonio con Irene Miller con la que tuvo dos hijos y con la que vivió hasta su fallecimiento.
En televisión, participó en el capítulo There Goes The Ballgame, de 1967, de la famosa serie El fugitivo, en el papel del dueño de un periódico a quien le secuestran a su hija Nadine, interpretada por Linda Day. El 23 de octubre de 1959 The Sixteen-Millimeter Shrine, capítulo 4 de temporada 1 de la Dimensión desconocida.
En teatro intervino en títulos como La rosa tatuada (1951), de Tennessee Williams.
En 1965 ganó el premio Óscar al mejor actor secundario por El payaso de la ciudad.
El actor fue hallado sin vida en la habitación del hotel de Roma en que se alojaba el 13 de febrero de 1996,  falleciendo a los 76 años por causas naturales, siendo enterrado en el Cedar Park Cemetery, de Nueva Jersey.

## Filmografía como actor
- 1957: 12 hombres sin piedad, de Sidney Lumet.
- 1959: Al Capone, de Richard Wilson.
- 1960: Psicosis, de Alfred Hitchcock.
- 1960: Todos a casa, de Luigi Comencini.
- 1961: Desayuno con diamantes, de Blake Edwards.
- 1961: El tercer hombre era mujer, de Daniel Mann.
- 1962: El cabo del terror, de J. Lee Thompson.
- 1963: Who's Been Sleeping in My Bed?, de Daniel Mann.
- 1963: The Twilight Zone, episodio The New Exhibit, dirigido por John Brahm.
- 1964: Los insaciables, de Edward Dmytryk.
- 1964: Siete días de mayo, de John Frankenheimer.
- 1965: The Bedford Incident, de James B. Harris
- 1965: A Thousand Clowns, de Fred Coe.
- 1965: Harlow (Harlow, la rubia platino), de Gordon Douglas.
- 1966: Caccia alla volpe, de Vittorio De Sica.
- 1967: Un hombre, de Martin Ritt.
- 1967: El fugitivo, serie de televisión.
- 1969: The Good Guys and the Bad Guys, de Burt Kennedy.
- 1969: Me, Natalie, de Fred Coe.
- 1970: Pequeño gran hombre, de Arthur Penn.

- 1970: Trampa-22, de Mike Nichols.

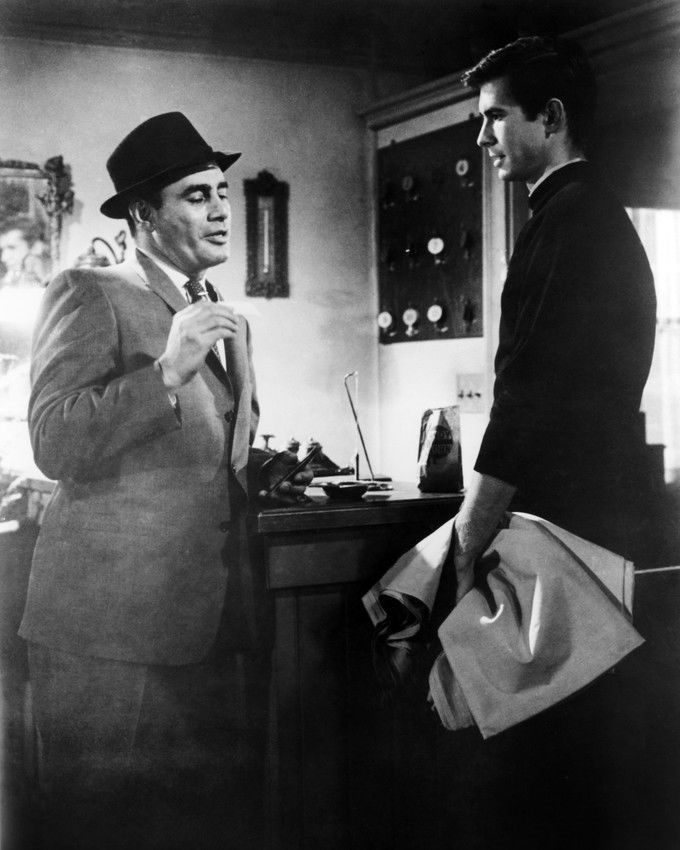
Martin Balsam junto a Anthony Perkins en una escena en Psicosis (1960).

- 1970: Tora! Tora! Tora!, de Richard Fleischer.
- 1971: Supergolpe en Manhattan, de Sidney Lumet.
- 1971: Confesiones de un comisario (Confessione di un commissario di polizia al procuratore della Repubblica), de Damiano Damiani.
- 1972: Proceso a un estudiante acusado de homicidio, de Mauro Bolognini.
- 1972: The Man, de Joseph Sargent.
- 1973: América violenta, de Michael Winner
- 1973: Counselor at Crime (El consejero), de Alberto de Martino.
- 1974: Asesinato en el Orient Express, de Sidney Lumet.
- 1974: The Taking of Pelham 123 (Pelham 1.2.3.), de Joseph Sargent.
- 1975: Cipolla Colt (Los locos del oro negro), de Enzo G. Castellari.
- 1976: Two-Minute Warning (Pánico en el estadio), de Larry Peerce.
- 1976: Todos los hombres del presidente, de Alan J. Pakula.
- 1977: Silver Bears (Gigantes de plata), de Ivan Passer.
- 1977: Contract on Cherry Street, de William A. Graham.
- 1977: The Sentinel (La centinela), de Michael Winner.
- 1977: Raid on Entebbe, de Irvin Kershner.
- 1979: Cuba, de Richard Lester.
- 1979: The Seeding of Sarah Burns, de Sandor Stern.
- 1981: The Salamander, de Peter Zinner.
- 1984: Terror in the Aisles, de Andrew J. Kuehn.
- 1985: Death Wish 3, de Michael Winner.
- 1985: Murder in Space, de Steven Hilliard Stern.
- 1985: St. Elmo's Fire, de Joel Schumacher.
- 1986: Delta Force, de Menahem Golan.
- 1986: Second Serve, de Anthony Page.
- 1990: Two Evil Eyes (Los ojos del diablo), de Dario Argento y George Romero, episodio "The Black Cat".
- 1991: El cabo del miedo, de Martin Scorsese.
- 1994: Il silenzio dei prosciutti, de Ezio Greggio.

## Premios
Premios Óscar
| Año  | Categoría                       | Película               | Resultado |
| ---- | ------------------------------- | ---------------------- | --------- |
| 1966 | Óscar al mejor actor de reparto | El payaso de la ciudad | Ganador   |